# 5571 Lesliegreen
5571 Lesliegreen è un asteroide della fascia principale. Scoperto nel 1978, presenta un'orbita caratterizzata da un semiasse maggiore pari a 3,0182773 UA e da un'eccentricità di 0,0684020, inclinata di 9,68913° rispetto all'eclittica.
L'asteroide è dedicato a Leslie Green tesoriere dal 1967 al 2007 alla Junior Astronomical Society, poi ridenominata Society for Popular Astronomy.